# Микельсон, Тимоти
Тимоти Карл «Тим» Микельсон (англ. Timothy Carl "Tim" Mickelson; 12 ноября 1948, Deerfield, Висконсин — 30 августа 2017, Сиэтл, Вашингтон) — американский гребец, выступавший за сборную США по академической гребле в первой половине 1970-х годов. Серебряный призёр летних Олимпийских игр в Мюнхене, чемпион мира, чемпион Панамериканских игр, победитель и призёр многих регат национального значения. Также известен как инженер медицинского оборудования, руководитель компаний Marquette Electronics и ATL/Philips Medical.

## Биография
Тимоти Микельсон родился 12 ноября 1948 года в поселении Дирфилд, штат Висконсин.
Занимался академической греблей во время учёбы в Висконсинском университете в Мадисоне, состоял в местной гребной команде, неоднократно принимал участие в различных студенческих регатах. В 1971 году получил учёную степень в области электроинжиниринга и пошёл служить в армию, провёл два года в Армейском медицинском центре имени Уолтера Рида в Вашингтоне, где являлся инженером по охране окружающей среды. Одновременно с этим состоял в столичном гребном клубе «Потомак», который и представлял на международной арене.
Первого серьёзного успеха на взрослом международном уровне добился в сезоне 1972 года, когда вошёл в основной состав американской национальной сборной и благодаря череде удачных выступлений удостоился права защищать честь страны на летних Олимпийских играх 1972 года в Мюнхене. В составе экипажа-восьмёрки в главном финале пришёл к финишу вторым, пропустив вперёд только команду из Новой Зеландии, и тем самым завоевал серебряную олимпийскую медаль.
После мюнхенской Олимпиады Микельсон остался в составе гребной команды США и продолжил принимать участие в крупнейших международных регатах. Так, в 1973 году он побывал на чемпионате мира в Москве, где занял в восьмёрках итоговое шестое место.
В 1974 году в восьмёрках одержал победу на чемпионате мира в Люцерне.
На Панамериканских играх 1975 года в Мехико был лучшим в восьмёрках, тогда как на мировом первенстве в Ноттингеме показал в той же дисциплине пятый результат.
Впоследствии получил степень магистра биоинженерии в Дартмутском колледже и степень доктора философии в области спортивной физиологии в Университете Огайо. Работал в сфере проектирования и производства медицинской электроники, занимал руководящие посты в нескольких крупных американских компаниях, как то Marquette Electronics, Corometrics Medical Systems, ATL/Philips Medical. При этом продолжал заниматься греблей на любительском уровне, некоторое время тренировал гребцов в Милуокском гребном клубе.
Умер от бокового амиотрофического склероза 30 августа 2017 года в своём доме недалеко от Сиэтла в возрасте 68 лет.